# Anadolu Kavağı
Anadolu Kavağı, noto anche come Anadolukavağı è un piccolo villaggio e mahalle situata nel distretto di Beykoz, a nord del centro di Istanbul, sul Bosforo, in Turchia. È noto per i suoi ristoranti di pesce e per il vicino e diroccato complesso del castello di Yoros, risalente al XIII e XVII secolo.

## Geografia
Anadolu Kavağı si trova in una posizione strategicamente favorevole sulla sponda orientale del Bosforo, vicino all'imboccatura del Mar Nero. Per questo motivo la città è stata utilizzata fin dall'inizio come porto commerciale e base militare, come testimoniano le rovine del Castello di Yoros, che si trova su una collina alta circa 200 metri a sud della città. Dal punto di vista politico, Anadolu Kavağı si trova nel distretto di Beykoz. Il villaggio di Rumeli Kavağı si trova dall'altra parte del Bosforo. Il clima di Anadolu Kavağı è più mite rispetto a Rumeli Kavağı, grazie alla sua posizione riparata dal vento del nord.

## Storia

### Antichità e Medioevo
L'area dell'attuale Anadolu Kavağı era una colonia greca nell'antichità. I Greci costruirono un complesso di templi sulla collina vicino ad Anadolu Kavağı in onore, tra gli altri, del dio Zeus. In seguito, Anadolu Kavağı fu usata più volte come campo di battaglia contro gli invasori provenienti dal nord, come le tribù germaniche nel III secolo. Nel 1305, il castello di Anadolu Kavağı fu conquistato per la prima volta dai seguaci di Osman I e infine ottomanizzato dopo la conquista di Costantinopoli nel 1453.

### Età moderna
Dopo la Seconda guerra mondiale, a nord della città fu creata un'area ristretta con installazioni militari per difendere il Bosforo e le regioni del Mediterraneo da un'invasione dell'esercito sovietico, che il governo turco temeva.

## Trasporti e Turismo

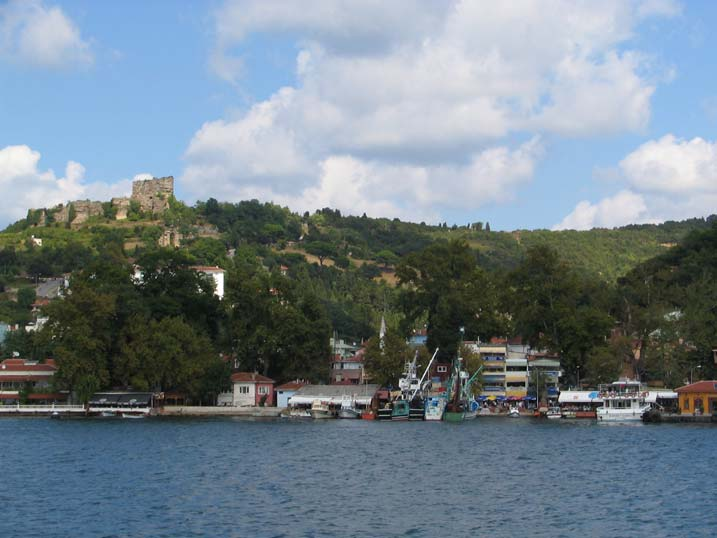
Parte del villaggio di Anadolu Kavaği e le rovine del castello di Yoros

La base militare ha bloccato la strada di accesso al villaggio, rendendo Anadolu Kavağı inaccessibile via terra per molto tempo. Tuttavia, la città è facilmente raggiungibile con i piroscafi del Bosforo che partono da Eminönü e Beşiktaş, due quartieri di Istanbul sul Bosforo meridionale. Dall'apertura del terzo ponte sul Bosforo il villaggio è anche facilmente raggiungibile via terra. Nel corso della sua storia, Anadolu Kavağı è stata spesso un rifugio per marinai e navi mercantili durante le tempeste. Se un tempo la pesca era una delle principali fonti di reddito, oggi il villaggio, con i suoi ristoranti, è una popolare destinazione turistica grazie ai suoi edifici in parte originali e alle vicine rovine del castello di Yoros.